# Heinrich III. (Saarwerden)
Heinrich III. von Saarwerden († 18. Juli 1397) war Graf von Saarwerden. Seine Eltern waren Johann II. von Saarwerden und Klara von Vinstingen. Er war verheiratet mit Gräfin Herzlaude († 1404) von Rappoltstein, (Schwester des Grafen Hug von Fürstenberg-Haslach) die ihn überlebte und 1398 in zweiter Ehe Graf Johann I. von Lupfen-Stühlingen (* um 1370; † 1436) ⚭ 2. Elisabeth von Rottenburg-Caldern/Tirol (Schwester des Heinrich VI. von Rottenburg) heiratete. Aus erster Ehe stammen keine Kinder aus zweiter Ehe sieben. Heinrich wurde im Kloster Wörschweiler beigesetzt.
Bei seinem Tod hinterließ er keine Kinder. Die Grafschaft Saarwerden erbten seine Geschwister, also sein Bruder Friedrich III. von Saarwerden (* um 1348; † 1414), Erzbischof von Köln, seine Schwester Walburga, Ehefrau Friedrichs III. von Moers und seine Schwester Hildegard, Ehefrau Johanns von Limburg. Friedrich III. von Mörs erwarb 1399 auch Hildegards Anteil. Dessen ältester Sohn Friedrich IV. von Moers übernahm 1399 die Grafschaft Saarwerden.
Die Herrschaft Rappoltstein ging mit seiner Witwe Herzlaude von Rappoltstein auf den Grafen von Lupfen-Stühlingen über.